# Баррис, Джордж (автодизайнер)
Джордж Ба́ррис (англ. George Barris; имя при рождении —  Джордж Салапатас (англ. George Salapatas); 20 ноября 1925, Чикаго, Иллинойс, США — 5 ноября 2015, Энсино, Лос-Анджелес, Калифорния, США) — американский кастомайзер и автомобильный дизайнер, известен как производитель кастомных автомобилей для Голливуда. В 1945 году совместно с братом Сэмом он основал мастерскую «Barris Kustom», начинавшую свою деятельность с изготовления эксклюзивных машин на заказ, при этом используя в качестве основы подержанные автомобили массового производства. Начиная с конца 1950-х гг., фирма создавала уникальные автомобили для съёмок в кино: Бэтмобиль, Munster Koach, DRAG-U-LA, Supervan и Wagon Queen Family Truckster. Прозван «Королём кастомайзеров».

## Биография

### Детство и юность
Джордж Баррис родился 20 ноября 1925 года в Чикаго, штат Иллинойс. Его мать умерла, когда ему было всего три года, и отец отправил его вместе с братом Сэмом жить с дядей и тётей в городок Розвилл (пригород Сакраменто), штат Калифорния. Фамилия Баррис, под которой он стал известен, образовалась из его настоящей фамилии Салапатас и другой фамилии — Бадакардес.
В 7 лет он начал вырезать модели автомобилей из дерева бальсы. Его модели, тщательно проработанные до малейших деталей, выигрывали конкурсы, организованные местными мастерскими ради развлечения. В школе Джордж и Сэм проявляли интерес к искусству, дополнительно обучаясь лепке, рисованию, музыке. Джордж хорошо играл на пианино и саксофоне.
Позже братья Баррис начали работать в семейном ресторане, доставляя продукты на автомобиле Buick 1925 года. Увидев состояние машины, они отремонтировали её техническую часть и модернизировали внешний вид. Впоследствии они продали этот автомобиль и купили Ford 1936 года.

### Открытие собственной мастерской
Устроившись учеником в местную мастерскую «Brown’s Body Shop», Джордж сначала наблюдал за работой мастера, а затем сам начал создавать автомобили. Помимо основной работы в мастерской, он трудился над видоизменением кузова своего Ford Coupe 1936 года. К 1941 году работа была завершена.
В конце 1944 года Джордж Баррис открыл свою  маленькую мастерскую «Barris Kustom» в Калифорнии, причём слово «custom» он писал на свой манер, через «k» (kustom). После возвращения из армии его брат Сэм присоединился к нему. Сначала  дела шли не очень хорошо, так как про них мало кто знал, но после того, как переделанный ими автомобиль Buick 1941 года занял первое место на конкурсе «Hot Rod Exposition Show» в Лос-Анджелесе  в 1948 году, к ним пришла популярность. Заказов стало больше, и они переехали в более крупную мастерскую.
В 1951 году Джордж посетил Европу для изучения автомобильного стиля, где посетил несколько автошоу с этой целью.
В начале 1950-х «Barris Kustom» переделала новый Mercury coupe, назвав новую машину «Hirohata Merc». Она была выставлена в 1952 году на шоу «General Motors Motorama» и была высоко оценена, будучи признанной лучшей дизайнерской работой.
К концу 1950-х Сэм Баррис решил уйти из компании. Женившись, Джордж назначил свою жену Ширли главным ассистентом по продвижению фирмы, переименованной в «Barris Kustom Industries».

### Открытие «Barris Kustom City»
Открытие в 1961 году «Barris Kustom City», в котором проводились все виды автомобильных работ, и его объединение с «Ford Custom Car Caravan» дало чудовищную нагрузку на мастерскую Джорджа, что заставило его нанять в течение двух лет 25 мастеров, включая маляров, механиков, кузовщиков, подготовщиков, специалистов по работе со стекловолокном и специалистов по перетяжке салона.

### Заказы для киноиндустрии и телевидения
Автомобили из мастерской Джорджа Барриса стали очень популярными, что заставило деятелей киноискусства и телевидения обратить на них внимание. Самого Джорджа приглашали на телешоу, к нему поступали заказы от знаменитостей, а его мастерская переехала в Северный Голливуд. Среди заказов, поступивших в его фирму, были: модификация лимузина Cadillac для Элвиса Пресли, золотой Rolls-Royce для Жа Жа Габор и карикатурный гольф-кар с носом в виде трамплина для Боба Хоупа.
Известно, что Баррис любил экстравагантный дизайн. Одну из своих машин (Lincoln Futura) он изготовил для итальянского телевизионного шоу. Далее, телекомпания (ABC Television) дала указание Баррису создать автомобиль для  съёмок сериала про Бэтмена. Так как времени почти не оставалось, автомобиль (бэтмобиль) был создан на базе уже готового Lincoln Futura. Джордж Баррис нанял мастера, переделавшего автомобиль за две недели по его эскизам. Сериал получился рейтинговым, а автомобиль стал очень популярным и впоследствии, в 2013 году, был продан на аукционе в Скотсдейле за 4,62 млн. долларов коллекционеру из Аризоны.

### Конфликт с «Universal Studios»
Через 10 лет после выхода фильма «Назад в будущее 3», один из автомобилей DeLorean, использовавшихся в съёмках фильма, был отдан Баррису для реставрации, чтобы потом быть установленным в качестве экспоната в одном из музеев Лос-Анджелеса. Через некоторое время после возвращения машины в 2003 году, Баррис купил оригинальную версию DeLorean DMC-12 и преобразовал её в копию автомобиля из фильма. Так как он использовал её в рекламе своей компании, у многих складывалось впечатление, что именно в ней был разработан дизайн машины из фильма. После требования «Universal Studios» убрать упоминания автомобиля DeLorean из рекламы, Джордж Баррис перестал использовать его в этих целях.

### Последние годы жизни

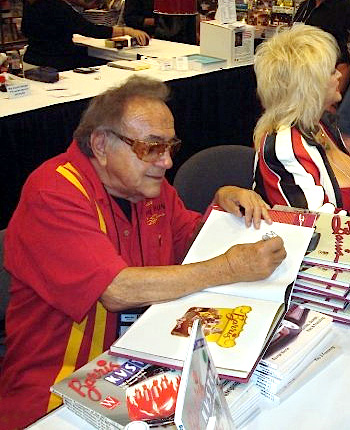
Джордж Баррис на выставке SEMA 2008 года в Лас-Вегасе

В интервью 2009 года Джордж Баррис заявил, что он закончил с модернизацией старых  автомобилей и сосредоточился на дизайне и кастомайзинге современных, таких как «Toyota Prius», «Chevrolet Camaro» и «Dodge Challenger».
Джордж Баррис часто занимал первые места на различных автошоу и становился лауреатом многих наград: в 2000 году он получил премию «Сатурн» за достижения в карьере, представленную Питером Фондой, за бэтмобиль, использовавшийся в съёмках сериала про бэтмэна, а в 2006 ему вручили «премию за жизненные достижения» от «Клуба монахов Беверли-Хиллз». Также его включили в зал славы автомобильного шоу SEMA.
Джордж Баррис скончался во сне в своем доме в Энсино (район Лос-Анджелеса) в четверг, 5 ноября 2015 года, за 15 дней до своего 90-летия.

## Личная жизнь
Был женат на Ширли Энн Нахас с 25 апреля 1958 до самой её смерти 30 июля 2001 года. В браке родилось двое детей: сын Бретт и дочь Джоджи Баррис-Пастер. Внук — Джаред Баррис.